# Мацунага, Тасэ
Тасэ Мацунага (11 мая 1884 год — 18 ноября 1998 года) — японская долгожительница. С 31 июля 1998 года до своей смерти она являлась старейшим живущим человеком в Японии. Также на момент смерти Мацунага являлась второй старейшей живущей в мире (после Сары Кнаусс), её возраст составлял 114 лет 191 день.
До 16 августа 2022 года входила в топ 100 старейших людей в мировой истории, а до 2 февраля 2024 года — в число 100 старейших женщин.

## Биография
Тасэ Мацунага родилась в Киёсато, префектура Ниигата. Вскоре после рождения Тасэ её семья переехала в Токио.
До 1983 года Мацунага проживала вместе с дочерью. Тогда она переехала в дом престарелых «Mutsumien» в Кото, Токио. До 112 лет она занималась садоводством, однако позже Тасэ почти не вставала с кровати.
После смерти Асы Такии в июле 1998 года Тасэ Мацунага стала старейшим живущим человеком в Японии.
Тасэ Мацунага умерла 18 ноября 1998 года в возрасте 114 лет 191 день от сердечной недостаточности.